# Badia Three Saints

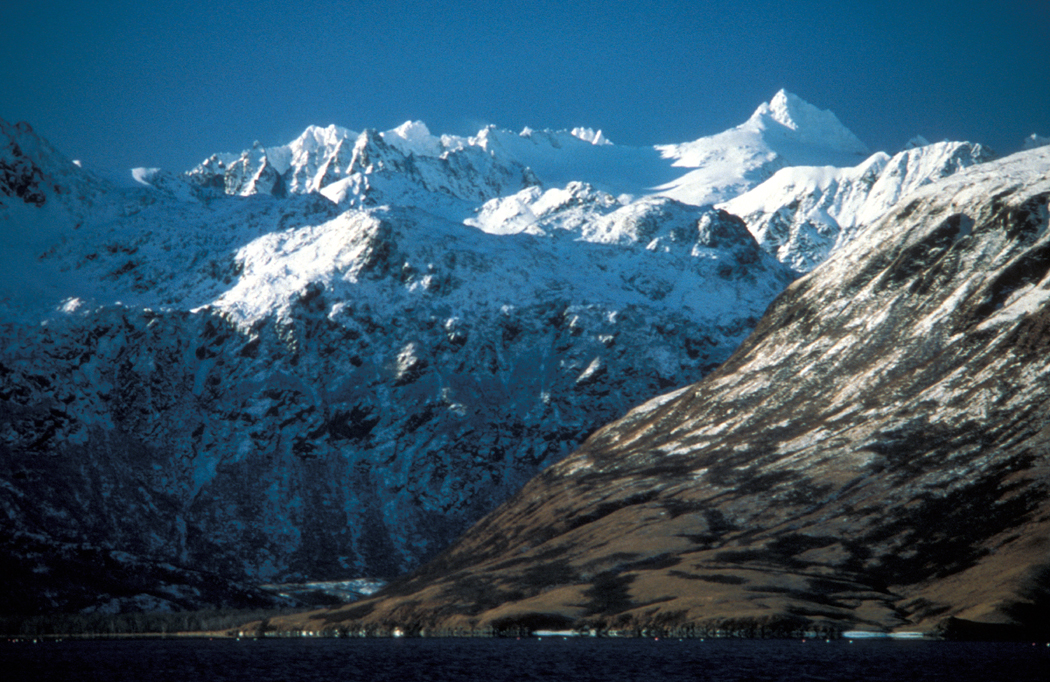
Vista de la badia Three Saints

La Badia Three Saints (en anglès Three Saints Bay, en rus Бухта Трёх Святителей, Bukhta Trëkh Svyatitelyei) és una petita badia d'uns 14 quilòmetres de llarg que es troba a l'illa Kodiak, Alaska, Estats Units. Es troba a 97 km al sud-oest de la ciutat de Kodiak.

## Història
En aquesta badia hi ha el jaciment arqueològic de Three Saints Harbor (Гавань Трех Святителей, Gavan' Trekh Svyatitelyei), el primer assentament rus a Alaska, que va ser fundat l'agost de 1784 per comerciants i mariners russos sota el comandament de Grigori Xélikhov. Ben aviat es va veure que l'assentament tenia una difícil defensa davant l'atac dels natius. Així, quan el 1792 fou abandonat després de ser destruït per un terratrèmol i un tsunami va ser reconstruït a Pavlovskaya a la badia Saint Peter, a l'actual Kodiak. El 1978 va ser declarat Monument Històric Nacional.

## Etimologia
La badia va ser nomenada pel port, que a la vegada duia el nom d'un dels vaixells de Xélikhov, en record als tres sants jerarques. Posteriorment la zona va ser anomenada Lyakhik Bay (Zaliv Lyakhik) pel capità Tebenkov. Aquest nom es basà en el nom aleutià Liakik.